# Antoni Wojski
Antoni Wojski – major w insurekcji kościuszkowskiej, podporucznik 8 Brygady Kawalerii Narodowej w 1792 roku.